# Halecium minutum
Halecium minutum är en nässeldjursart som beskrevs av Hjalmar Broch 1903. Halecium minutum ingår i släktet Halecium och familjen Haleciidae. Inga underarter finns listade i Catalogue of Life.